# عباس معروفی
سیّد عبّاس معروفی (۲۷ اردیبهشت ۱۳۳۶ – ۱۰ شهریور ۱۴۰۱)رمان‌نویس، نمایشنامه‌نویس، شاعر، ناشر و روزنامه‌نگار ایرانی بود. او فعالیت ادبی را با هوشنگ گلشیری و محمدعلی سپانلو آغاز کرد و در دههٔ شصت با چاپ رمان سمفونی مردگان در عرصهٔ ادبیات ایران به شهرت رسید.
معروفی به‌خاطر موضع‌گیری علیه حکومت ایران بارها بازجویی شد و تا پای اعدام رفت و سرانجام تحت فشار سیاسی از ایران خارج شد و به آلمان رفت. آثار عباس معروفی به زبان‌های عربی، انگلیسی و فرانسوی منتشر شده‌اند.

## آغاز زندگی
عباس معروفی در سال ۱۳۳۶ در تهران (بازارچه نایب‌السلطنه) در خانواده‌ای بازاری و سنتی زاده شد. خانواده عباس می‌خواستند دیدگاه سنتی خود را به وی بقبولانند؛ اما او راه دیگری را برگزید. عباس معروفی نخستین‌بار در چهارده سالگی با رونویسی داستان‌های آنتون چخوف نویسندگی را تمرین کرد. نخستین آموزگار او در نویسندگی محمد محمدعلی بود. به واسطه آشنایی با وی، با محمدعلی سپانلو و از آن طریق، با هوشنگ گلشیری آشنا شد.
او دیپلم ریاضی و فیزیک را از دبیرستان مروی گرفته و فارغ‌التحصیل دانشکده هنرهای زیبای دانشگاه تهران در رشته ادبیات دراماتیک است. عباس معروفی حدود یازده سال معلم ادبیات در دبیرستان‌های هدف و خوارزمی تهران بوده‌است. خانواده عباس معروفی اهل سنگسر بودند.

## نخستین کتاب‌ها
نخستین مجموعه داستان او با نام روبروی آفتاب در سال ۱۳۵۹ در تهران منتشر شد. پیش و پس از آن نیز داستان‌های او در برخی مطبوعات به چاپ می‌رسید اما با انتشار سمفونی مردگان بود که نامش به عنوان نویسنده تثبیت شد.
در تابستان ۱۳۶۰ ساختمان کانون نویسندگان ایران توسط دادستانی انقلاب پلمب شد. عباس معروفی زیر نظر هیئت دبیران کانون (احمد شاملو، هوشنگ گلشیری، باقر پرهام، محمد محمدعلی، و محمد مختاری) با شکستن پلمب، اسناد کانون را به جای امن رساند تا جان اعضای کانون محفوظ بماند.
عباس معروفی در سال ۱۳۶۶ به عنوان مدیر اجراهای صحنه‌ای، مدیر ارکستر سمفونیک تهران، و مدیر روابط عمومی (سه سال و نیم) بیش از ۵۰۰ کنسرت موسیقی از هنرمندان مختلف کشور به اجرا درآورد. مجلهٔ موسیقی آهنگ نیز به سردبیری او در همین دوران انتشار یافت.

### صادق هدایت
عباس معروفی علاقه زیادی به صادق هدایت داشت. رمان پیکر فرهاد معروفی، نوعی ادای دین به هدایت است.

## مجله ادبیگردون

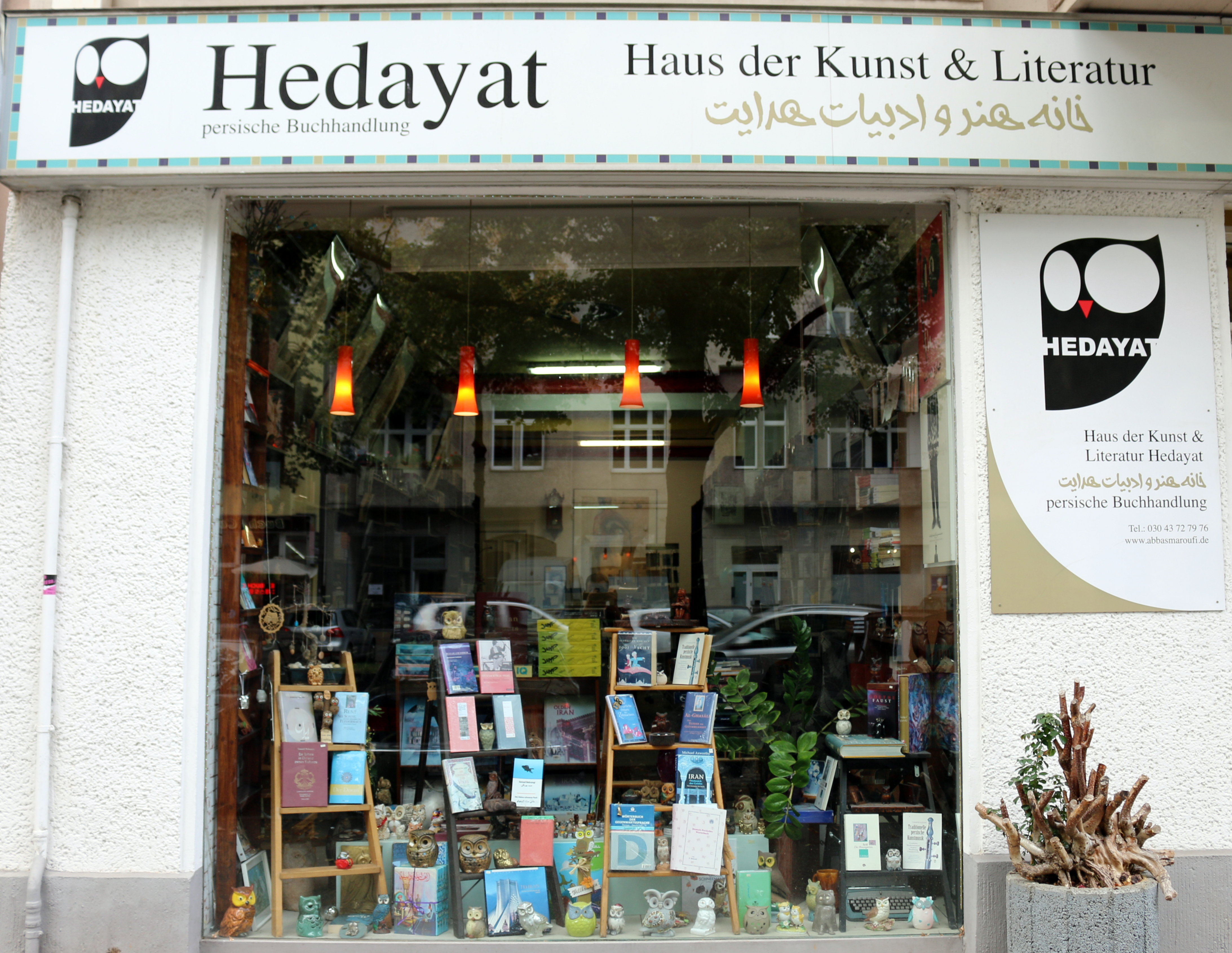
«خانه هنر و ادبیات هدایت» که توسط عباس معروفی در برلین تأسیس شد.

در پاییز ۱۳۶۹ مجله ادبی گردون را پایه‌گذاری کرد و سردبیری آن را برعهده گرفت و به‌طور جدی به کار مطبوعات ادبی روی آورد. در پیوند با این مجله «جایزه قلم زرین گردون» شکل گرفت. این جایزه در پرورش و تشویق نویسندگان جوان نقش چشمگیری داشت. یکی از مهم‌ترین اقدامات مجله گردون طرح موضوع فعالیت دوباره کانون نویسندگان ایران بود. در سال ۱۳۶۹ جلسات سومین دورهٔ کانون نویسندگان ایران آغاز شد و در سال ۱۳۷۳ به انتشار متن «ما نویسنده‌ایم» انجامید.
سبک و روال عباس معروفی در این نشریه با انتظارات دولت ایران مغایر بود و موجب فشارهای پی‌درپی و سرانجام محاکمه و توقیف آن شد. عباس معروفی در سال ۱۳۷۰ به تحریک نیروهای تندرو به دادگاه انقلاب (به ریاست ابراهیم رئیسی) جلب شد و قاضی حجت‌الاسلام آقایی او را به اعدام محکوم کرد. اما این حکم در دادگاه تجدید نظر نقض شد. عباس معروفی پس از تبرئه از زندان آزاد شد و از فروردین ۱۳۷۲ دوره دوم انتشار را آغاز کرد و کار خود را تا اسفند ۱۳۷۴ ادامه داد اما مشکلات حقوقی او هم همچنان ادامه داشتند. او در سال ۱۳۷۴ با شکایت روزنامه کیهان، کیهان هوایی و حزب‌الله دانشگاه تهران، در سه دادگاه و حضور ۱۴ عضو هیئت منصفه و سران حزب مؤتلفه اسلامی به شلاق و زندان و دو سال ممنوعیت از نوشتن محکوم شد. همچنین تیم سعید امامی در تلاش برای قتل او بوده‌است.

## خارج از ایران
معروفی در پی توقیف گردون در ۱۱ اسفند ۱۳۷۴ ناگزیر به ترک ایران شد. او به پاکستان و سپس به آلمان رفت و مدتی از بورس «خانه هاینریش بل» بهره گرفت و یک سال نیز به عنوان مدیر در آن خانه کار کرد. پس از آن برای گذران زندگی دست به کارهای مختلف زد. مدتی به عنوان مدیر شبانه یک هتل کار کرد.
مهدی شجاعی از دوستان دوران دبیرستان عباس معروفی نوشته‌است: «عباس اساساً قصد رفتن نداشت. تمام صبوری و سماجتش را برای ماندن به کار گرفت اما عزم این سو برای راندنش جزم بود. باید بین کشته شدن و گریختن یکی را انتخاب می‌کرد. راه سومی وجود نداشت».
عباس معروفی در آلمان کوشید مجله گردون را بار دیگر منتشر کند. اما مشکلات آنقدر زیاد بودند که نتوانست بیش از چند شماره منتشر کند؛ بنابراین به فعالیت‌های فرهنگی پرداخت که به تعهدات مالی کمتری نیاز داشت. او «خانه هنر و ادبیات هدایت» — بزرگ‌ترین کتابفروشی ایرانی در اروپا — را در خیابان کانت برلین را بنیاد نهاد و به کار کتابفروشی مشغول شد. همچنین از سال ۱۳۸۲ کلاس‌های داستان‌نویسی خود را نیز در همان محل تشکیل می‌داد. چاپخانه و نشر گردون هم در همین مکان برقرار است که تاکنون بیش از ۳۰۰ عنوان کتاب از نویسندگان تبعیدی و آثار ممنوع در ایران را منتشر کرده‌است.
عباس معروفی همچنین بنیان‌گذار سه جایزه ادبی قلم زرین گردون، قلم زرین زمانه و تیرگان بود.
با رشد و پیشرفت امکانات سایبری در سال‌های پایانی زندگی، فعالیت‌های فرهنگی معروفی رونق بیشتری گرفت.

## بیماری و درگذشت
عباس معروفی شهریور ۱۳۹۹ نخستین بار از ابتلای خود به سرطان خبر داد و نوشت: «سیمین دانشور به من گفت: غصه یعنی سرطان! غصه نخوری یکوقت، معروفی! و من غصه خوردم.» او پنج‌شنبه ۱۰ شهریور ۱۴۰۱ در ۶۵ سالگی درگذشت.

## آثار

### رمان
- سمفونی مردگان (۱۳۶۸)
- سال بلوا (۱۳۷۱)
- پیکر فرهاد (۱۳۸۱)
- فریدون سه پسر داشت (۱۳۸۲)
- ذوب شده (۱۳۸۸)
- تماما مخصوص (۱۳۸۹)
- نام تمام مردگان یحیاست (۱۳۹۷)

### مجموعه داستان
- روبروی آفتاب (۱۳۵۹)
- آخرین نسل برتر (۱۳۶۵)
- عطر یاس (۱۳۷۱)
- دریاروندگان جزیره آبی‌تر (۱۳۸۲)
- شاهزاده برهنه (۱۳۹۷)
- چرخ گردون با گل‌ریز عباس پور (۲۰۱۵)
- کتاب دوم با گل‌ریز عباس پور (۲۰۱۵)

### نمایشنامه
- تا کجا با منی (۶۲–۱۳۶۱)
- ورگ (۱۳۶۵)
- دلی بای و آهو (۱۳۶۶)
- آونگ خاطره‌های ما (سه نمایشنامه) (۱۳۸۲)
- آن شصت نفر،آن شصت هزار (۱۳۶۱)
- و خدا گاو را آفرید (۱۳۹۷)

### شعر
- نامه‌های عاشقانه و منظومه‌ی عین‌القضات و عشق (۲۰۱۱)
- چهل ساله تر از پیامبر (۲۰۱۸)

### مقالات
- این‌سو وآن‌سوی متن (تجربه‌ها و تکنیک‌های ادبیات داستانی) (۲۰۱۲)

### مجله
- مجله موسیقی آهنگ
- مجله ادبی گردون
- مجله ادبی آیینه اندیشه در سال ۱۳۷۱ سه شماره چاپ شد و شماره چهارم توقیف شد.

## جایزه‌ها
- جایزه هلمن هامت (مشترکاً با هوشنگ گلشیری) ۱۹۹۶
- جایزه روزنامه‌نگار آزاده سال، اتحادیه روزنامه‌نگاران کانادا، ۱۹۹۶
- جایزه «بنیاد انتشارات ادبی فلسفی سور کامپ»، برای رمان سمفونی مردگان ۲۰۰۱[۷]
- برنده جایزه بنیاد ادبی آرنولد تسوایگ در سال ۲۰۰۲